# Ilumetské krátery
Ilumetské krátery (estonsky Ilumetsa kraatrid) je skupina nejméně dvou impaktních kráterů u zaniklé estonské vesnice Ilumetsa na pomezí obcí Võru a Räpina. V oblasti je pět prohlubenin, z nichž u dvou se uznává impaktní původ. Největším kráterem je Põrguhaud („Pekelný hrob“) s průměrem 75 až 80 m a hloubce 12,5 m. Jeho podloží je porušeno do hloubky asi 30 m. Okrajový val vystupuje až 4,5 m nad úroveň okolního terénu. Na dně kráteru leží přes dva metry usazenin, které tvoří malou bažinu. Zhruba 900 m jižně od hlavního kráteru leží Sügavhaud („Hluboký hrob“) o průměru 50 m a hloubce 4,5 m. Podloží je u něj porušeno do hloubky asi 20 m. Asi půl kilometru západně od největšího kráteru je třetí pojmenovaná sníženina, Kuradihaud („Ďáblův hrob“), jejíž původ ale není zcela jistý. Zbývající dvě prohlubeniny nejsou v krajině, i kvůli erozi, téměř patrné. Je možné, že se v oblasti nalézá vícero kráterů, ale nejsou na povrchu již viditelné.
Stáří kráterů je stanoveno dvěma testy za použití radiokarbonové metody na 6600 let. Meteority přiletěly od západu. Žádné zbytky meteoritů se nenašly. Okolní krajinu až do vzdálenosti několika kilometrů pokryly drobné, až několikamilimetrové porcelánové a skleněné kuličky vzniklé při dopadu meteoritů, které lze v usazeninách v příslušných vrstvách nalézt a zkoumat.

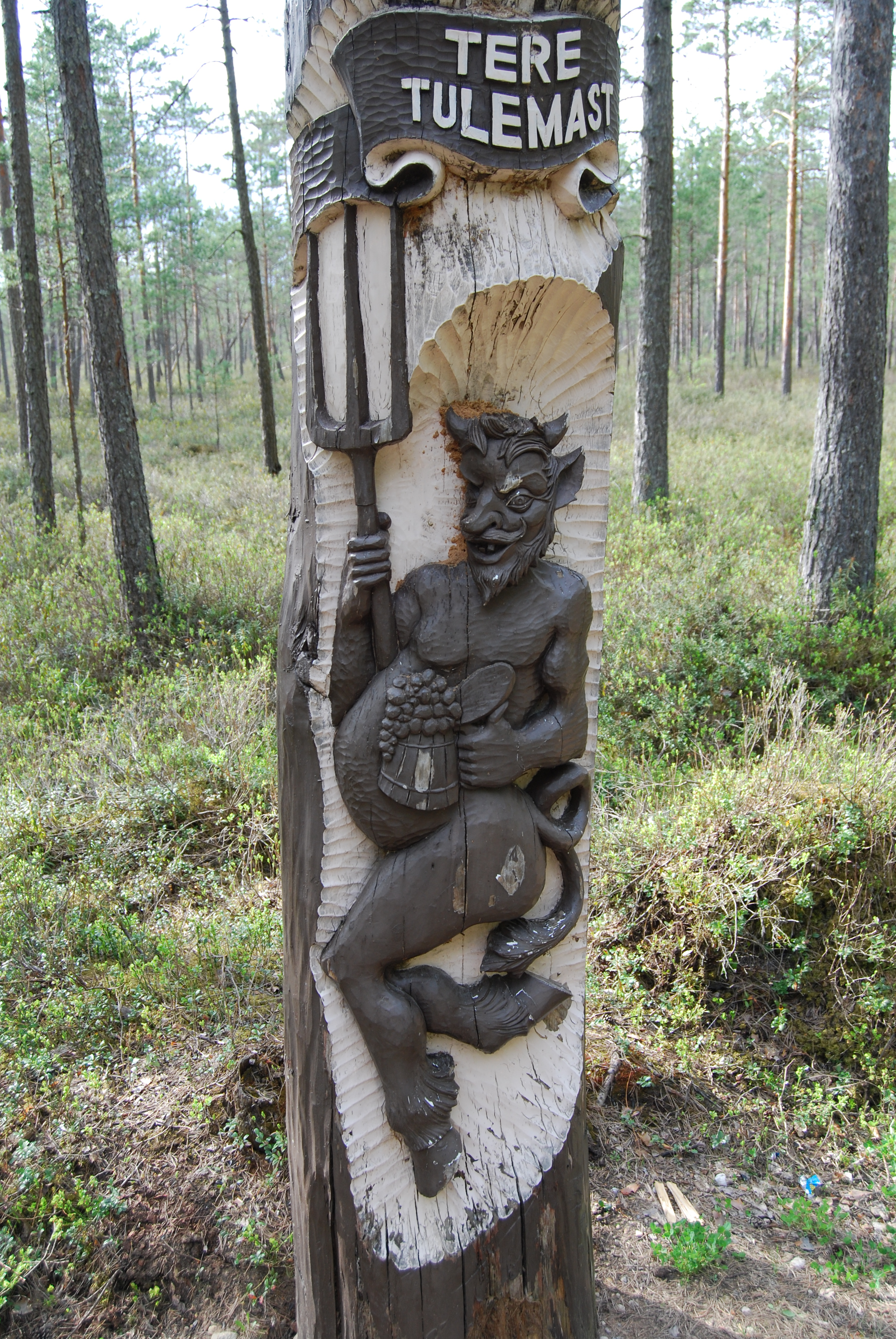
Dřevěná socha čerta na začátku naučné stezky

Krátery jsou nyní státem chráněny jako přírodní památka. K Põrguhaudu vede naučná stezka lemovaná dřevěnými sochami čertů.